# Leven... en laten leven
Leven... en laten leven was een Vlaams natuur- en leefmilieuprogramma van de BRT Dienst Vrije Tijd dat tweewekelijks vanaf 1980 tot eind 1990 op de openbare omroep te zien was. De presentatie was in handen van Gil Claes.

## Concept
Het programma behandelde op een bevattelijke manier de problematiek rond milieu en natuurbehoud via allerhande natuurdocumentaires en reportages, afgewisseld met studiogesprekken. Verder was er ook een tuinierrubriek en waren er regelmatig exotische dieren in de studio.  Een natuurquiz met vertegenwoordigers van groepen en verenigingen voor natuurstudie en milieubescherming vormde de rode draad doorheen het programma.
De muzikale intermezzo's werden verzorgd door het salonorkest De fluwelen streling, een ensemble dat speciaal voor het tv-programma in het leven was geroepen, maar daarbuiten ook zijn eigen leven ging leiden.

## Geschiedenis
In 1979 werd in het toenmalige milieuprogramma Morgen wordt het beter regelmatig aandacht besteed aan de milieu- en energieproblematiek. De groeiende belangstelling voor de natuur, zowel qua milieubewustzijn als qua
interesse voor de eenvoudige waarden in het leven, waren voor de BRT de aanleiding om met het nieuwe programma Leven... en laten leven te starten.
Het programma werd rechtstreeks uitgezonden in de vooravond op zondag. Aanvankelijk duurde het programma 65 minuten, maar tegen 1984 was dat al opgelopen tot 80 minuten.  Tot 1988 bleef het programma het goed doen, maar met de komst van de commerciële televisie in Vlaanderen in 1989 kon het programma niet langer standhouden. De laatste aflevering werd uitgezonden op 23 december 1990.

## Verwijzingen in populaire cultuur
- In 2010 werd Leven... en laten leven geparodieerd in een aflevering van De jaren stillekes. In die parodie nam Gil Claes weer even de rol van presentator voor zijn rekening.